# Romet Ogar 900
Romet Ogar 900 (Router A-500) – chiński motorower sprzedawany w Polsce w latach 2007−2011 pod marką Romet. Nazwa motoroweru odwołuje się do tradycji zakładów i popularnych motorowerów Romet Ogar, lecz poza nazwą nie ma nic wspólnego z zakładami Predom Romet. Silnik jest kopią Hondy Super Cub. Rama jest zapożyczona z Yamahy X1.

## Historia modelu
W początkowym okresie produkcja odbywała się w chińskiej firmie Chuanl Motorcycle Manufacturing Co., Ltd w Taizhou. Bazuje on na modelu Longbo LB50Q-5.
W listopadzie 2007 roku rozpoczęto montaż w Polsce, kiedy to uruchomiono montownię motocykli i skuterów spółki Romet Motors w Podgrodziu. Jej oficjalne otwarcie nastąpiło 24 stycznia 2008 roku.
24 kwietnia 2008 roku podczas finałowej Gali XV edycji konkursu Dobry Wzór organizowanej przez Instytut Wzornictwa Przemysłowego firma Arkus & Romet Group otrzymała w kategorii wzorów przemysłowych w przestrzeni Sfera Publiczna wyróżnienia Dobry Wzór 2007 za modele Romet Ogar 900 oraz Romet CRS-50.
Odmiana R-Racing posiada dławiony do 45 km/h silnik, wyróżnia się czerwono-srebrnym, połyskującym lakierem i aluminiowymi obręczami dwóch typów (pięcioramienne i trój ramienne).

## Dane techniczne

### Ogar 900
- Wymiary: 1880 mm x 700 mm x 1030 mm,
- Rozstaw osi: 1220 mm,
- Silnik: czterosuwowy, jednocylindrowy, chłodzony powietrzem,
- Pojemność: 49,5 cm³,
- Moc maksymalna: 2,7 kW (3,7 KM) przy 7500 obr./min.,
- Rozruch: elektryczny, nożny,
- Zapłon: elektroniczny CDI,
- Sprzęgło: mokre, wielotarczowe,
- Skrzynia biegów: 4 biegi,
- Przeniesienie napędu: łańcuch,
- Prędkość maksymalna: 45 km/h,
- Pojemność zbiornika paliwa: 5 l (rezerwa 0,7 l),
- Hamulec przód/tył: tarczowy hydrauliczny/bębnowy,
- Opony przód/tył: 2,5-17 / 2,75-17.,
- Amortyzator przód/tył: podwójny, regulowany,
- Masa pojazdu gotowego do jazdy: ok. 95 kg,

### Ogar 900 R-Racing
- Wymiary: 1880 mm x 700 mm x 1030 mm,
- Rozstaw osi: 1220 mm,
- Silnik: czterosuwowy, jednocylindrowy, chłodzony powietrzem,
- Pojemność: 49,5 cm³,
- Moc maksymalna: 2,5 kW (3,4 KM) przy 7500 obr./min.,
- Rozruch: elektryczny, nożny,
- Zapłon: elektroniczny CDI,
- Sprzęgło: mokre, wielotarczowe,
- Skrzynia biegów: 4 biegi,
- Przeniesienie napędu: łańcuch,
- Prędkość maksymalna: 45 km/h,
- Pojemność zbiornika paliwa: 4l (brak rezerwy)[potrzebny przypis]
- Hamulec przód/tył: tarczowy hydrauliczny/tarczowy hydrauliczny,
- Opony przód/tył: 70/90-17 / 80/90-17,
- Amortyzator przód/tył: podwójny,
- Masa pojazdu gotowego do jazdy: ok. 90 kg,